# Accademia Carrara
Accademia Carrara - muzeum sztuki w Bergamo we Włoszech.
Początki kolekcji sięgają końca XVIII wieku, kiedy to hrabia Giacomo Carrara, kolekcjoner i mecenas sztuki, podarował w testamencie miastu swoje zbiory. Po jego śmierci w 1796 roku jego majątkiem zarządzał wyznaczony komisarz. Stan ten trwał do 1958 roku kiedy to opiekę nad zbiorami przejęła Rada Miasta. W 1810 roku siedziba muzeum zyskała nowy budynek, wybudowany w stylu neoklasycystycznym, zaprojektowany przez architekta Leopolda Pollacka.
Obecnie muzeum posiada tysiąc osiemset obrazów z okresu od XV do XIX wieku m.in. takich artystów jak Pisanello, Botticelli, Bellini, Carpaccio, Mantegna, Raphael, Moroni, Fra Galgario, Tiepolo, Canaletto i El Greco.
Oprócz malarstwa, muzeum posiada liczne rysunki i grafiki, przedmiotu z brązu, rzeźby, a także kolekcje porcelany, mebli i medali.

## Wybrana kolekcja
- Bergognone
  - Św. Jan Ewangelista, ok. 1480–1490, olej na desce, 57 × 18 cm, .
  - Św. Paweł, ok. 1480–1490, olej na desce, 57 × 18 cm,
  - Madonna z Dzieciątkiem, ok. 1500, olej na desce, 45 × 28 cm,
  - Św. Hieronim, 1500–1505, olej na desce, 120 × 45 cm,
  - Św. Marta, ok. 1505, olej na desce, 99 × 45 cm,

- Iacopo Nigreti
  - Święta Rodzina ze św. Różą,
  - Chrystus z Pietą,
  - Św. Anna z małą Maryją
  - Archanioł Rafał z Tobiaszem
  - Agonia w Ogrójcu,
  - Św. Magdalena pokutująca,
- Lorenzo Lotto – Mistyczne zaślubiny św. Katarzyny
- Fra Galgario
  - Autoportret – 1632, 73 × 58 cm,
  - Portret damy – 1735-40, 94 × 73 cm,
  - Portret Francesca Marii Bruntina – 1737, 93 × 81 cm,
  - Portret Giovanniego Secco Suardo ze sługą – ok. 1720, 128 × 111 cm,
  - Portret młodego rysownika – 76 × 65 cm,
- Altobello Melone
  - Madonna z dzieckiem i Święty Jan (około 1510)
  - Lamenty nad zmarłym Chrystusem  (1512)
  - Portret (1512-1515)
- Giovanni Cariani
  - Święta Rodzina w pejzażu – 1525–35, 62,5 × 75,8 cm,
- Benedetto Caliari
  - Ogród przy weneckiej willi – 1580–90, 85 × 60 cm,
- Evaristo Baschenis
  - Martwa natura z instrumentami i posążkiem klasycznym – 86 × 115 olej na płótnie 1645
  - Martwa natura z instrumentami strunowymi 75 × 108 olej na płótnie, 1650
- Lorenzo Lotto
  - Dzieciątko Jezus z Madonną, św. Józefem i św. Katarzyną Aleksandryjską – 1533, olej na płótnie, 81 × 115 cm,
  - Mistyczne zaślubiny św. Katarzyny – 1523, olej na płótnie, 189,3 × 134,3 cm,
- Francesco Beccaruzzi
  - Portret młodej kobiety – ok. 1545, 97 × 76 cm,